# Албје ле Жен
Албје ле Жен (фр. Albiez-le-Jeune) насеље је и општина у источној Француској у региону Рона-Алпи, у департману Савоја која припада префектури Сен Жан де Морјен.
По подацима из 2011. године у општини је живело 131 становника, а густина насељености је износила 10,52 становника/km². Општина се простире на површини од 12,45 km². Налази се на средњој надморској висини од 1365 метара (максималној 2.428 m, а минималној 714 m).

## Демографија
| 1962. | 1968. | 1975. | 1982. | 1990. | 1999. | 2011. |
| ----- | ----- | ----- | ----- | ----- | ----- | ----- |
| 72    | 95    | 81    | 78    | 61    | 57    | 131   |

График промене броја становника у току последњих година